# کوسوکه یوشیی
کوسوکه یوشیی (انگلیسی: Kosuke Yoshii؛ زادهٔ ۱۹ مارس ۱۹۸۶) بازیکن فوتبال اهل ژاپن است.